# 梁興
梁 興（りょう こう、? - 212年）は、後漢末の武将。出身は不明。『三国志』魏志「夏侯淵伝」・「徐晃伝」・「張郃伝」・「鄭渾伝」・蜀志「馬超伝」に登場する。
馬超・韓遂の反乱に呼応した勢力。関中に割拠した軍閥の一人。『三国志』馬超伝注の『典略』に、関中十部の一角として名前があがる。
建安三年（198年）夏四月、裴茂・段煨・張横らとともに黄白城に立てこもる李傕を討伐し、これをやぶった。
建安十六年（211年）、潼関の戦いにおいて、馬超らと曹操は対峙した。曹操の命令を受けて、黄河を蒲阪津より渡河した徐晃と朱霊の歩兵・騎兵4000の別働隊が陣地の設営を開始したので、梁興は5000の歩兵と騎兵を率いてこれを襲撃したが敗れ、曹操の軍の渡河を許してしまった（「徐晃伝」）。
後に馬超らが離間計にかかり敗北し、安定の楊秋らが降伏した後も曹操に反抗を続けた。梁興の略奪に諸県はなすすべもなく、郡の役所に寄留せざるを得ない状況であったが、左馮翊である鄭渾は人民に恩愛を施すことにより支持を回復させ、賊の勢力をなかば自壊に追い込んでいった。梁興は残った者を集めて鄜に籠った（「鄭渾伝」）。
梁興は藍田に駐屯していたが、建安十七年（212年）、曹操が長安に駐屯させた夏侯淵らの討伐を受けて斬られた（「武帝紀」）。

## 三国志演義
小説『三国志演義』では韓遂配下の「手下八部」の一人として登場。馬超・韓遂の反乱に従い奮戦し活躍するが、のちに曹操の離間計にかかった馬超が韓遂と仲たがいを起こすと、韓遂や手下八部の生き残りの馬玩達とともに馬超の暗殺の謀議をめぐらす。しかし、これを知った馬超の襲撃に遭い、梁興は馬玩の次に刺し殺され果てた。